# Plateosaurus trossingensis
Plateosaurus trossingensis es una especie y tipo del género extinto Plateosaurus de dinosaurio sauropodomorfo plateosáurido que vivió durante el período Triásico, hace entre 210 a 204 millones de años, en lo que hoy es Europa. En 2019, el ICZN reemplazó la especie tipo anterior Plateosaurus engelhardti con Plateosaurus trossingensis debido a que el primero no es diagnóstico. Fue descrita por Frass en 1913 de los pozos de arcilla de Trossingen.